# Frank Grotelüschen
Frank Grotelüschen (geb. 19. Juli 1962 in Bremen) ist ein freiberuflicher Wissenschaftsjournalist.  Seine Beiträge über Physik, Technik und Energie erscheinen seit 1993 unter anderem im Deutschlandfunk, der Zeit, Heise, BR,, Sonnenenergie und NDR.
Für den Deutschlandfunk ist er vor allem an den Sendereihen Forschung aktuell und Kalenderblatt zu sich jährenden Ereignissen beteiligt.

## Leben
Frank Grotelüschen studierte Physik in Mainz und Hamburg. Er schloss sein Physik-Studium mit dem Diplom am Deutschen Elektronen-Synchrotron (DESY) ab. Es folgte ein wissenschaftsjournalistisches Volontariat beim Deutschlandfunk. Seit 1993 arbeitet Grotelüschen als freiberuflicher Journalist mit Schwerpunkt Physik für DLF, WDR, BR, Berliner Zeitung, Süddeutsche Zeitung, Tages-Anzeiger, Handelsblatt und andere.
Grotelüschen lebt in Hamburg.

## Auszeichnungen
- 1993 Kurt-Magnus-Preis[12]
- 2003 Georg von Holtzbrinck Preis für Wissenschaftsjournalismus für die Radio-Features „Makkaroni aus Kohlenstoff. Nanotubes – das Material der Zukunft?“ und „SUSY und ihre Kinder: Der wundersame Teilchenzoo der Supersymmetrie“[12]
- 2016: Journalisten-Preis für Informatik für den Beitrag über den von der National Security Agency entwickelten Quantencomputer[13]

## Schriften
- Der Klang der Superstrings. Einführung in die Natur der Elementarteilchen. DTV, München 1999, ISBN 978-3-423-33035-0. online
- Wie funktioniert der Weltklimarat? Kartografie des Klimawissens. Hamburg Climate Service Center 2013, OCLC 935140947.
- mit Jan Lublinski, Ralf Krauter: E=mc² Albert Einstein – Wie der Wissenschaftler noch heute die Welt aus den Angeln hebt. Random House Audio, 2005, ISBN 3-89830-951-7.